# نواف الصعدي
نواف الصعدي لاعب كرة قدم سعودي و يلعب في الوسط و يلعب حالياً مع نادي الشباب السعودي.
لعب في نادي محايل في الفئات السنية. ولعب لنادي أبها قبل أن ينتقل إلى نادي الشباب في أغسطس 2023.

## وصلات خارجية
- نواف الصاعدي على موقع Soccerway.com (الإنجليزية)
- نواف الصاعدي على موقع كووورة